# Luigia Carlucci Aiello
Luigia Carlucci Aiello, detta Gigina (Cerreto d'Esi, 1946), è un'informatica italiana, è considerata la madre dell'intelligenza artificiale in Italia.

## Biografia

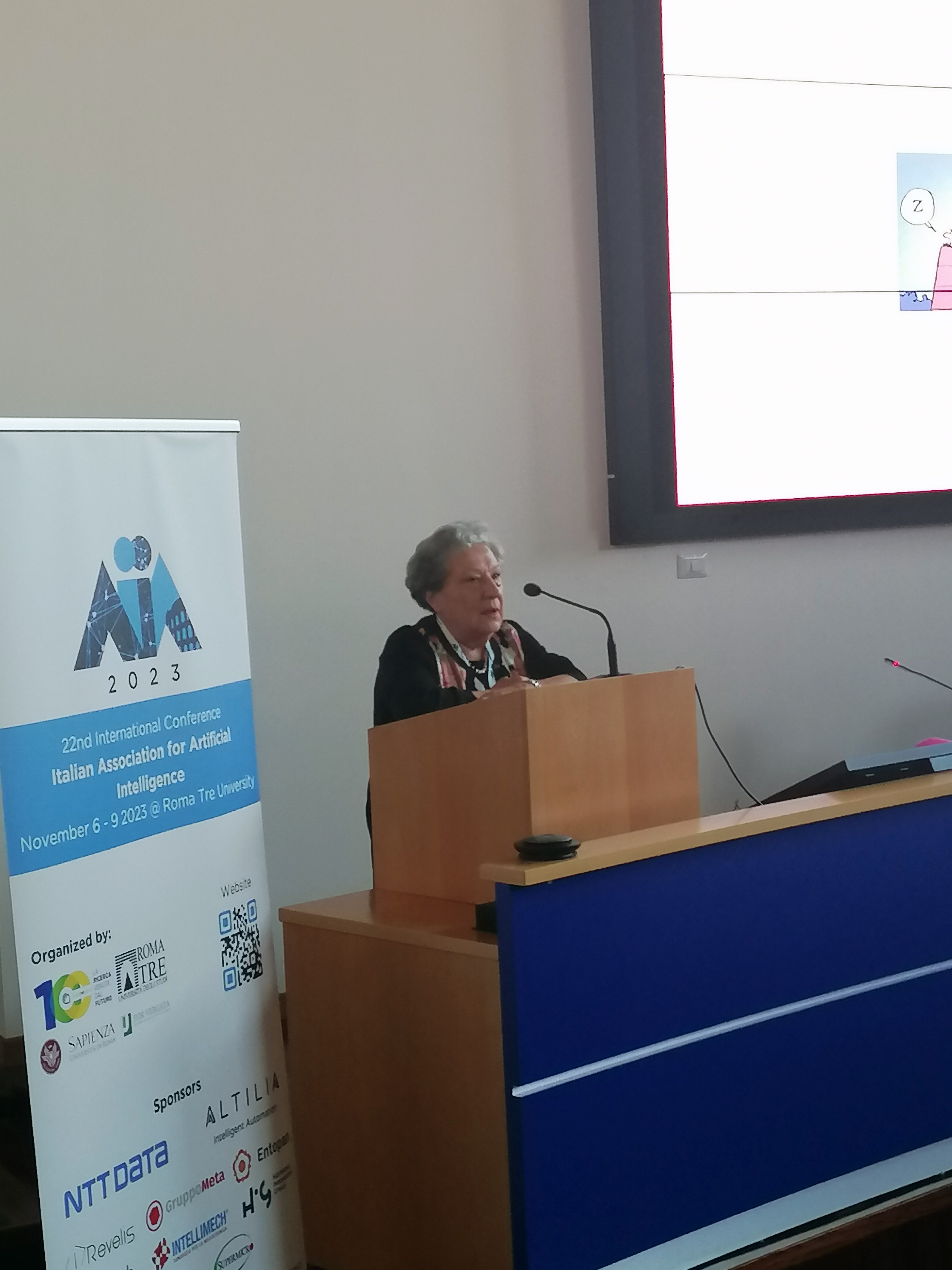
Keynote di Luigia Carlucci Aiello alla conferenza AIxIA 2023

Luigia Carlucci Aiello è nata a Cerreto d'Esi. Ha vissuto e studiato a Fabriano, dove ha conseguito la Maturità nel 1964 al liceo classico Francesco Stelluti. Nell’autunno del 1964 si è iscritta al corso di laurea in matematica dell’Università di Pisa ed è stata ammessa alla Scuola Normale Superiore di Pisa. Nell’ottobre del 1968 si è laureata in matematica applicata (indirizzo calcolatori) all’Università di Pisa e ha conseguito il diploma della Scuola Normale Superiore. 
Durante gli studi universitari ha iniziato la collaborazione con l’Istituto di Elaborazione dell’Informazione del CNR di Pisa, dove è diventata ricercatrice nel luglio del 1970.
In congedo dal CNR negli anni settanta ha passato due periodi alla Stanford University, come “visiting scholar” al SAIL (Stanford Artificial Intelligence Laboratory) diretto da John McCarthy. Al SAIL ha lavorato nel “Formal Reasoning Group”: dal gennaio 1973 al settembre 1974 e dal gennaio 1979 al settembre 1980. 
Rientrata in Italia, avendo vinto un concorso a cattedra, ha lasciato il CNR e Pisa e, nell’anno accademico 1981-82, ha preso servizio nel ruolo dei professori ordinari presso la Facoltà di Ingegneria dell'Università Politecnica delle Marche, dove ha insegnato Tecniche di Programmazione.
Dall’anno accademico 1982-83 si è trasferita alla Facoltà di Ingegneria della Sapienza Università di Roma, afferendo al Dipartimento di Informatica e Sistemistica, dove ha creato un gruppo di ricerca in Intelligenza Artificiale. Ha insegnato Programmazione dei Calcolatori Elettronici e dal 1991-92 Intelligenza Artificiale.
Alla Sapienza ha ricoperto vari incarichi, tra cui Direttore del Dipartimento di Informatica e Sistemistica (DIS, ora ridenominato DIAG) (2006-2010) e prima Preside della neocostituita Facoltà di Ingegneria dell'Informazione, Informatica e Statistica (2010-2013). È stata un docente del DIAG fino al 2016. Il 30 settembre 2024 l'ateneo le ha conferito il titolo di Ambasciatrice Sapienza.

## Vita privata
Nata Luigia Carlucci, nel 1970 ha sposato Mario Aiello, laureato in ingegneria elettronica al Politecnico di Milano, assistente nel neocostituito corso di laurea in Scienze dell’informazione all’Università di Pisa. Compagno di vita e collaboratore di ricerca negli anni pisani e durante il primo soggiorno a Stanford, Mario Aiello è morto prematuramente nell’ottobre del 1976. Nel 1972 è nato il figlio Marco. 

## Ricerca
Fin dalla tesi di laurea ha lavorato a problemi riguardanti la definizione della semantica dei linguaggi di programmazione, proprietà di programmi e loro dimostrazione automatica.
A Stanford ha definito una semantica per il PASCAL in LCF (Logic for Computable Functions, sistema sviluppato da Robin Milner) e costruito dimostrazioni automatiche di proprietà di programmi PASCAL. Ha partecipato e contribuito allo sviluppo del sistema FOL di Richard Wehyrauch.
A Pisa ha progettato e implementato in LISP un dimostratore automatico di teoremi denominato PPC, Pisa Proof Checker; pubblicato alcuni articoli che descrivono la metodologia di programmazione (object oriented) adottata, e il suo valutatore (un interprete per il lambda calcolo).
Dopo il suo arrivo alla Sapienza, Roma (1982) ha concentrato la sua attenzione ai problemi di rappresentazione della conoscenza in Intelligenza Artificiale. Ha fatto ricerca sui vantaggi dell'uso di conoscenza di meta-livello, sia per controllare e rendere più efficiente la ricerca automatica di soluzioni, che per effettuare ragionamento sul ragionamento in sistemi multi-agente.
Ha fatto esperimenti di applicazione di tecniche di Intelligenza Artificiale per sviluppare sistemi esperti per diagnosi medica e per la costruzione di “Intelligent Tutoring Systems".
Ha fatto ricerca su ragionamento non monotono. I suoi interessi hanno riguardato la caratterizzazione di dimostrazioni con default, sistemi a tableau per la logica dei default, caratterizzazioni modali della logica dei default e definibilità di concetti naturali.
Ha successivamente avviato progetti di robotica cognitiva e di applicazione di tecniche di Intelligenza Artificiale alla soluzione di problemi di sicurezza informatica. 

## Promozione e comunicazione della ricerca
Ha pubblicato circa 200 articoli in congressi e riviste nazionali e internazionali sottoposti a revisione paritaria, firmati nel tempo come Luigia Carlucci, Luigia Aiello e Luigia Carlucci Aiello. Per un elenco delle principali pubblicazioni internazionali si veda DBLP.
Ha organizzato congressi nazionali e internazionali e fatto parte di comitati editoriali di numerose riviste internazionali di Intelligenza Artificiale.
Ha diretto numerosi progetti di ricerca nazionali ed europei, partecipato a panel di valutazione della ricerca italiani, di vari paesi europei e dell’Unione Europea. Dalla fondazione nel 1997 al 2001 ha diretto il Progetto Robocup-Italia.
Ha fondato l'Associazione Italiana per l'Intelligenza Artificiale, AI*IA, nel 1988, ne è stata la prima presidente, ed è stata membro del direttivo fino al 1995. È stata direttrice responsabile di AI*IA Notizie, il periodico dell' AI*IA, dal 1991 al 1999. 

## Opere
- Carlo Batini, Luigia Carlucci Aiello, Maurizio Lenzerini, Alberto Marchetti Spaccamela e Alfonso Miola, Fondamenti di Programmazione dei Calcolatori Elettronici, Franco Angeli, 2002, ISBN 978-8820438197.
- Luigia Carlucci Aiello e Fiora Pirri, Strutture, logica, linguaggi, Pearson, 2005, ISBN 88-7192-269-7.
- Luigia Carlucci Aiello e Marta Cialdea Mayer, Invito all'intelligenza artificiale, Franco Angeli, 2004, ISBN 8820483769.

## Riconoscimenti
- 1992 - Socia Onoraria dell' AI*IA (Associazione Italiana per l'Intelligenza Artificiale).
- 1995 - Fellow della AAAI (American Association for Artificial Intelligence, poi ridenominata Association for the Advancement of Artificial Intelligence), con la seguente motivazione: “For contributions to the field of meta-level control and reasoning and promotion of AI in Italy and Europe.”
- 1999 - Fellow dell'ECCAI (European Coordinating Committee on Artificial Intelligence, comitato che coordina le associazioni di Intelligenza Artificiale di tutti i paesi europei, ora ridenominato EurAI) con la seguente motivazione: “For pioneering work in the field of Artificial Intelligence and outstanding service for the European Artificial Intelligence community.”
- 2002 - Dottorato Honoris Causa in Tecnologie Informatiche conferito dalla Università di Linköping, Svezia.
- Nel 2006 è stato pubblicato un festschrift in onore del suo 60º compleanno, Reasoning, Action and Interaction in AI Theories and Systems: Essays Dedicated to Luigia Carlucci Aiello.[5]
- 2009 - Riceve dall'IJCAI “The Donald E. Walker Distinguished Service Award” con la seguente motivazione: “For her substantial contributions and extensive service to the field of Artificial Intelligence throughout her career."
- 2014 - Riceve “The 2014 ECCAI Distinguished Service Award” con la seguente motivazione: “For extraordinary contributions and outstanding service to the Artificial Intelligence community”
- 2015 - Membro della Accademia europea delle scienze e delle arti.